# Jamie's Elsewhere
Jamie's Elsewhere é uma banda americana de post-hardcore formada em 2005, em Sacramento, California. Eles assinaram com a Victory Records e tinham lançado três álbuns completos,Guidebook For Sinners Turned Saints em 2008, They Said a Storm Was Coming em 2010 and Rebel - Revive em 2014 mas decidiram não renovar o contrato com a gravadora.

## Integrantes
Membros atuais
- Aaron Pauley
- Mike Spearman
- Matt Scarpelli
- Chance Medeiros
- Zach Wasmundt

Ex-integrantes
- Anthony Carioscia – rhythm guitar (2005–2008)
- Nick Rodriguez – bass guitar (2005–2008)
- Anthony Scarpelli – drums (2005–2008)
- Chris Paterson – lead vocals (2005–2007)
- Mike Wellnitz – rhythm guitar (2008–2011)
- Scott Daby – drums (2008–2011)
- Aaron Pauley – lead vocals (2007–2012)
- Justin Kyle - lead vocals (2013-2015)
- Matt Scarpelli – lead guitar (2005–2015), rhythm guitar (2011–2015)
- Mike Spearman – keyboards, backing vocals (2005–2015)
- Chance Medeiros – bass guitar (2008–2015)
- Zach Wasmundt – drums (2013–2015)

Ex membros de tour
- Gabe Amavizca – drums (2011–2013)
- Don Vedda – rhythm guitar (2012–2013)

## Álbuns de estúdio
| Ano  | Título                              |
| ---- | ----------------------------------- |
| 2008 | Guidebook For Sinners Turned Saints |
| 2010 | They Said A Storm Was Coming        |
| 2014 | Rebel- Revive                       |

### EPs
- Unreleased Sessions E.P. (2009)
- Goodbye Rocket Man, St. George Is Under Fire (2007)
- Reimagined (2012)

## Videografia
- "I Didn't Mean to Interrupt..."
- "Giants Among Common Men"
- "They Said a Storm Was Coming"
- "Antithesis (Live Video)"
- "Sleepless Nights (Live Video)"
- "Back Stabber"*